# Thomas Terstegen
Thomas Terstegen (* 7. August 1960 in Wesel) ist ein deutscher Diplomat. Er ist seit September 2023 deutscher Botschafter in Tansania. Vorher war er von 2020 bis 2023 Botschafter der Bundesrepublik Deutschland im Sudan.

## Leben
Terstegen begann nach dem Abitur 1980 ein Studium der Rechtswissenschaften an der Westfälischen Wilhelms-Universität zu Münster sowie der Universität Lausanne, das er 1986 mit dem Ersten juristischen Staatsexamen am Justizprüfungsamt Hamm abschloss. Danach befand er sich im Juristische Vorbereitungsdienst beim Oberlandesgericht Düsseldorf und legte dort 1989 das Zweite Juristische Staatsexamen ab. 1989 trat er seinen Vorbereitungsdienst für den höheren Auswärtigen Dienst an und fand nach Beendigung der Attachéausbildung 1990 zunächst Verwendung am Generalkonsulat in Mailand sowie danach kurzzeitig 1992 an der Botschaft in Tschechien. Im Anschluss fungierte er zwischen 1992 und 1994 als Ständiger Vertreter des Botschafters in Aserbaidschan sowie von 1994 bis 1997 als stellvertretender Leiter des Referats 500 (Völkerrecht) des Auswärtigen Amtes. 
1997 wurde Terstegen Generalkonsul in Washington, D.C. und bekleidete diesen Posten bis 2001. Nach seiner Rückkehr war er zwischen 2001 und 2005 im Auswärtige Amt in Berlin Leiter eines Referats in der Rechtsabteilung sowie von 2005 bis 2008 stellvertretender Generalkonsul in São Paulo sowie zwischen 2008 und 2011 Leiter des Referats Nordeuropa im Auswärtigen Amt. Daraufhin war er von 2011 bis 2013 Ständiger Vertreter des Botschafters in Algerien sowie im Anschluss zwischen 2013 und 2016 Ständiger Vertreter des Botschafters in Äthiopien.
Im August 2016 löste Terstegen Wolfgang Manig als  Botschafter der Bundesrepublik Deutschland in der Demokratischen Republik Kongo ab. Ab 2020 war er Botschafter im Sudan, seit August 2023 leitet Terstegen die Botschaft in Daressalam, Tansania. Im September 2023 wurde er dort als Botschafter akkreditiert.